# Васич, Радоица
Радоица Васич (серб. Радојица Васић; 25 января 1976, Лучани, Югославия) — югославский и сербский футболист.

## Биография
Начинал карьеру в клубе «Младост» из его родного города. В сезоне 1997/1998 был в аренде в «Войводине». Летом 2000 года по приглашению Бориса Буняка перебрался в российский «Уралан», где уже выступало немало игроков из стран бывшей Югославии. Дебютировал в чемпионате России 5 августа 2000 года в выездном матче 20-го тура против нижегородского «Локомотива». Однако, малорезультативный на Родине, Васич не сумел отличиться и в России, проведя за полгода в составе Уралана 8 матчей. Его звёздный час пробьёт в 2001 году, когда он переедет в Белоруссию, к своему соотечественнику Владимиру Петровичу, который по примеру Бориса Буняка основал в мозырской «Славия» югославскую колонию. Радоица закрепится в основе и в 22 играх чемпионата Белоруссии забьёт невероятное для себя количество мячей за сезон — пять штук. В 2002 году Радоица вернулся на родину, где снова результативностью не славился. Выступал за «Явор», «Смедерево» и «Металац» из Горни-Милановаца. Завершал карьеру в родной «Младости».